# Clumsy
Clumsy ist ein Popsong mit Hip-Hop-Elementen der US-amerikanischen Sängerin und Rapperin Fergie. Clumsy wurde für Fergies Solo-Debütalbum The Dutchess aufgenommen.

## Daten
Das Lied wurde von Fergie und will.i.am geschrieben, es verwendet Little Richards The Girl Can’t Help It und Jimmy Spicers The Bubble Bunch. Das Lied wurde als fünfte und letzte Single des Albums veröffentlicht und erreichte Platz 5 der US-amerikanischen Billboard Hot 100. Damit wurde Clumsy die fünfte Top-5-Single aus dem Album The Dutchess in den USA. In Australien war Fergie mit Clumsy die erste Künstlerin, die fünf Top-5-Erfolge hintereinander in den ARIA Charts hatte. Clumsy ist auf dem Soundtrack zum Film Knocked Up von Judd Apatow aus dem Jahre 2007 enthalten. Fergie hat Clumsy häufig live gesungen, wie etwa 2008 beim Dick Clark’s New Year’s Rockin' Eve am Silvesterabend 2008 in Hollywood.

## Musikvideo
Das Musikvideo zu Clumsy wurde von Marc Webb und Rich Lee entworfen. Es wurde am 7. September 2007 gedreht. Das Video hatte seine Premiere bei AOL Music am 12. Oktober 2007 und am 26. Oktober 2007 auf iTunes.
Das Musikvideo beginnt in einem Kinderzimmer, auf dem Schreibtisch liegt ein Pop-up-Buch, das sich öffnet und die Namen der Mitwirkenden sowie den Titel präsentiert. Fergie beginnt zu singen, sie trägt eine blonde Perücke und ein rotes Kleid. Sie blättert um, landet auf einer Fashion Show und entdeckt einen attraktiven Mann (Alex Lundqvist, professioneller Paintball Spieler aus Russland). Dieser versteckt sich, sie sucht nach ihm und findet ihn schwitzend vor Angst. Fergie tanzt für ihn, gibt ihn mehrere Lapdances, kommt immer näher, doch er kriecht zurück an eine Wand. Fergie berührt ihn in sexueller Absicht. Danach hat sie ein Date mit ihm in Paris bei dessen Ende sie seine Telefonnummer notiert. In der nächsten Szene sitzt Fergie in einem Auto, trifft zufällig wieder den gleichen Mann und reibt ihr Hinterteil an der Fensterscheibe, worauf der Mann wegläuft. Auf der nächsten Buchseite singt Fergie auf einer Pop-Up-Rakete und während eine Tänzerin die Bühne verwüstet, flüchtet sie in die Rakete und fliegt zur nächsten Seite, wo sie in einem Flugzeug um eine Pop-Up-Welt fliegt. Am Ende des Videos posiert Fergie auf dem Dach ihrer Villa für die Kamera und liest eine SMS-Nachricht. Sie rutscht aus, fällt vom Dach und wird von dem attraktiven Mann gefangen. Beide küssen und umarmen sich.

## Remixversion
Die Remixversion von Clumsy wurde im Dezember 2007 auf iTunes veröffentlicht. Auf der Remixversion wirkt der US-Rapper Soulja Boy mit. Der Titel der Remixversion lautet Clumsy (Collipark Remix).

## Kommerzieller Erfolg

### Chartplatzierungen
In Neuseeland wurde Clumsy durch den Erfolg von der Vorgängersingle Big Girls Don’t Cry, schon sehr früh zum Download bereitgestellt. In der ersten Verkaufswoche erreichte Clumsy Platz 35 im iTunes Store und debütierte in den Charts auf Platz 31. In der nächsten Woche kletterte Clumsy bis auf Platz 4 in Neuseeland. Clumsy wurde auch ein Top 5 Erfolg in den USA, zuvor erreichte das Lied Platz 2 in den Pop 100, anschließend Platz 5 in den Billboard Hot 100, wo Clumsy für sechs Wochen auf dem 5. Platz stand. Dieser Erfolg machte Fergie zur ersten Künstlerin, die mit 5 Singles aus einem Debütalbum, fünf Top 5 Erfolge in den Billboard Hot 100 feiern konnte, zuvor gelang dies nur Paula Abdul (1989–1990) mit ihren Debütalbum Forever Your Girl. Im April 2009 brach das Lied in den USA die Zwei-Millionen-Marke, damit ist Clumsy Fergies fünfte Single, die diese Marke in den USA bricht. Dieser Rekord wurde bis heute nicht gebrochen.
In den kanadischen Canadian Hot 100, erreichte Clumsy Platz 4, wo es 6 Wochen auf der gleichen Position stand. Clumsy wurde in Kanada ebenfalls Fergies fünfte Top 5 Single. Der Erfolg in Kanada machte Fergie dort zur ersten Künstlerin seit 17 Jahren die fünf Top 5 Hits aus einem Album hat, vor 17 Jahren gelang es Janet Jackson 1989 sieben Top 5 Erfolge aus ihrem Album Rhythm Nation 1814 zu erzielen. In Australien debütierte Clumsy durch hohe Downloadverkäufe auf Platz 12 der ARIA Charts. In der nächsten Woche wurde Clumsy Fergies fünfte Top 5 Hit in Australien und erreichte Platz 3, wo sich das Lied 3 Wochen halten konnte. In Europa war Clumsy weniger erfolgreich als ihre Vorgängersingles. Im Vereinigten Königreich erreichte das Lied nur durch Downloadverkäufe Platz 62, es wurde dort nicht als CD-Single veröffentlicht.
| ChartsChartplatzierungen       | Höchstplatzierung | Wochen |
| ------------------------------ | ----------------- | ------ |
| Deutschland (GfK)              | 50 (8 Wo.)        | 8      |
| Österreich (Ö3)                | 53 (7 Wo.)        | 7      |
| Vereinigte Staaten (Billboard) | 5 (25 Wo.)        | 25     |
| Vereinigtes Königreich (OCC)   | 62 (5 Wo.)        | 5      |

| ChartsJahrescharts (2008)      | Platzierung |
| ------------------------------ | ----------- |
| Vereinigte Staaten (Billboard) | 26          |

### Auszeichnungen für Musikverkäufe
| Land/Region               | Auszeichnungen für Musikverkäufe (Land/Region, Auszeichnung, Verkäufe) | Verkäufe  |
| ------------------------- | ---------------------------------------------------------------------- | --------- |
| Australien (ARIA)         | 2× Platin                                                              | 140.000   |
| Brasilien (PMB)           | 3× Platin                                                              | 180.000   |
| Neuseeland (RMNZ)         | Gold                                                                   | 7.500     |
| Vereinigte Staaten (RIAA) | 2× Platin (Single) · + Platin (Mastertone)                             | 3.000.000 |
| Insgesamt                 | 1× Gold · 8× Platin ·                                                  | 3.327.500 |

Hauptartikel: Fergie/Auszeichnungen für Musikverkäufe